# Тереховский сельсовет (Волоколамский район)
Тереховский сельсовет — упразднённая административно-территориальная единица, существовавшая на территории Московской губернии и Московской области в 1929—1973 годах.
Тереховский с/с был образован в 1929 году в составе Волоколамского района Московского округа Московской области путём преобразования Кашиловского с/с.
4 января 1939 года Тереховский с/с был передан в новообразованный Осташёвский район.
28 декабря 1951 года к Тереховскому с/с был присоединён Кармановский с/с.
14 июня 1954 года к Тереховскому с/с был присоединён Княжевский с/с.
7 декабря 1957 года Осташёвский район был упразднён и Тереховский с/с был возвращён в Волоколамский район.
26 декабря 1962 года Волоколамский район был переименован в Волоколамский сельский, в состав которого вошёл Тереховский с/с.
14 января 1964 года из Осташёвского с/с в Тереховский с/с были переданы селения Жулино, Середниково и Тепнево, а из Тереховского с/с в Осташёвский — Новое Ботово, Руза и Таршино.
21 ноября 1964 года Волоколамский сельский район был переименован в Волоколамский, в состав которого вошёл Тереховский с/с.
7 августа 1973 года Тереховский с/с был упразднён. При этом его территория была передана в Осташёвский с/с.